# Музей Голливуда
Музей Голливуда (англ. Hollywood Museum) — музей в Голливуде (штат Калифорния, США) хранит коллекцию предметов, связанную с историей американского кинематографа и телевидения. Расположен в историческом здании Макса Фактора на Хайленд-авеню. Здание спроектировал архитектор Симеон Чарльз Ли в стиле голливудского ар-деко.

## История
После 9 лет реставрационных работ четырёхэтажный музей открылся в 2003 году и работал лишь дважды в неделю. Сегодня музей работает пять дней в неделю (среда — воскресенье) с 10 утра до 5 вечера. Музей организовывает дополнительные мероприятия и встречи.
К музею примыкает ресторан Mel’s Drive-In.

## Экспонаты
В музее представлено более 10 тысяч предметов. На первом этаже также представлена галерея из тысячи чёрно-белых фотографий, ролс-ройс Кэри Гранта, реквизит из фильмов «Планета обезьян» и «Парк юрского периода», премия Джуди Гарланд и красные башмачки. Здесь же представлена выставка студии первого голливудского визажиста Макса Фактора с четырьмя гримёрными комнатами по цвету волос актрис — блондинок (Мэрилин Монро), рыжих (Люсиль Болл), брюнеток и шатенок.
Второй и третий этажи отведены под костюмы звёзд кинематографа, появлявшиеся в известных фильмах, рекламные постеры и узнаваемый реквизит. В музее представлена крупнейшая коллекция оригинальных предметов Мэрилин Монро.
На четвёртом этаже — зал фильмов ужасов. Здесь можно пройти по тюремному коридору, как Джоди Фостер в фильме «Молчание ягнят», увидеть маску Ганнибала Лектера, мумию из фильма с Борисом Карлоффом, Франкенштейна и его невесту и прочие.

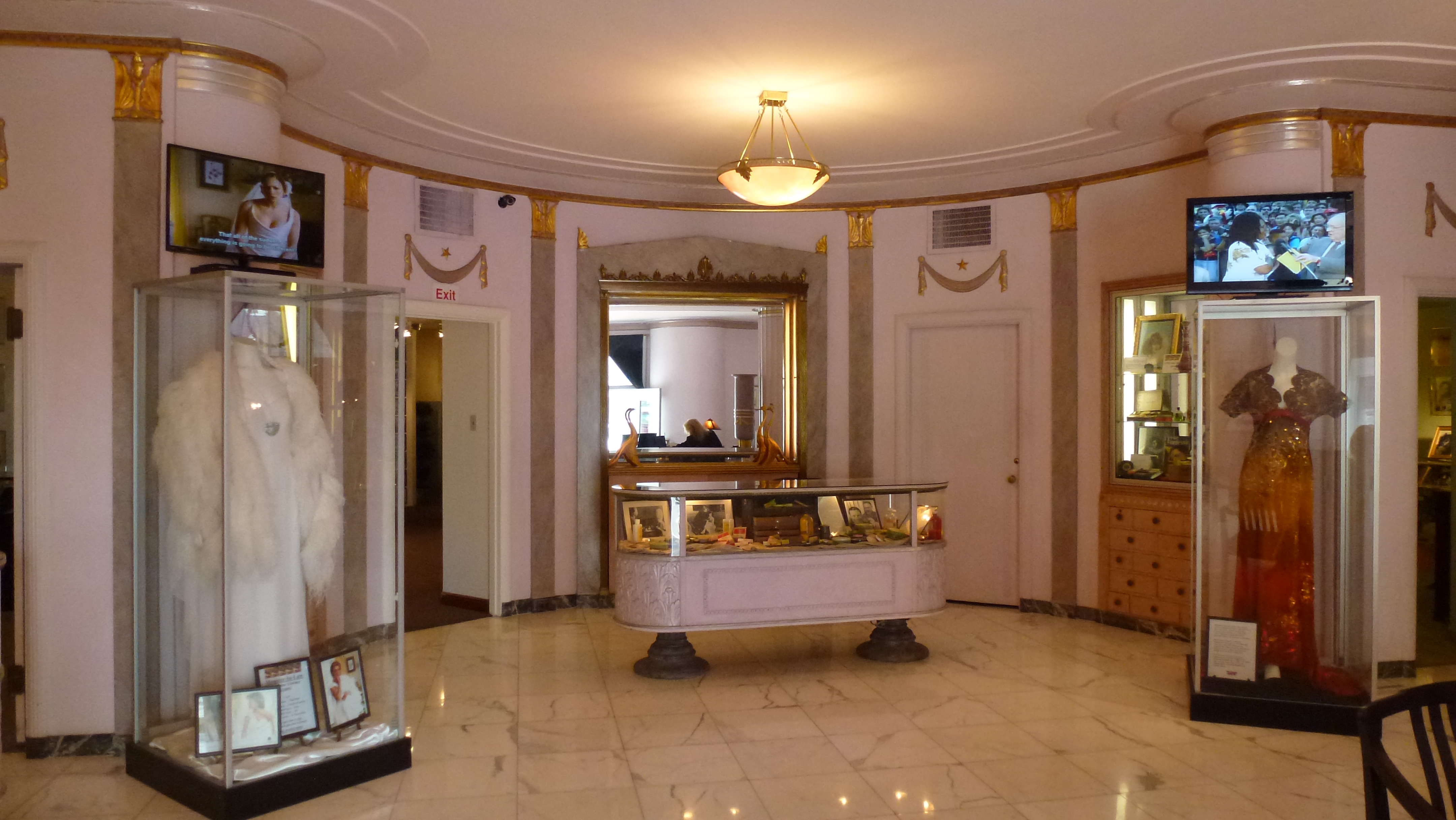
Зал Макса Фактора
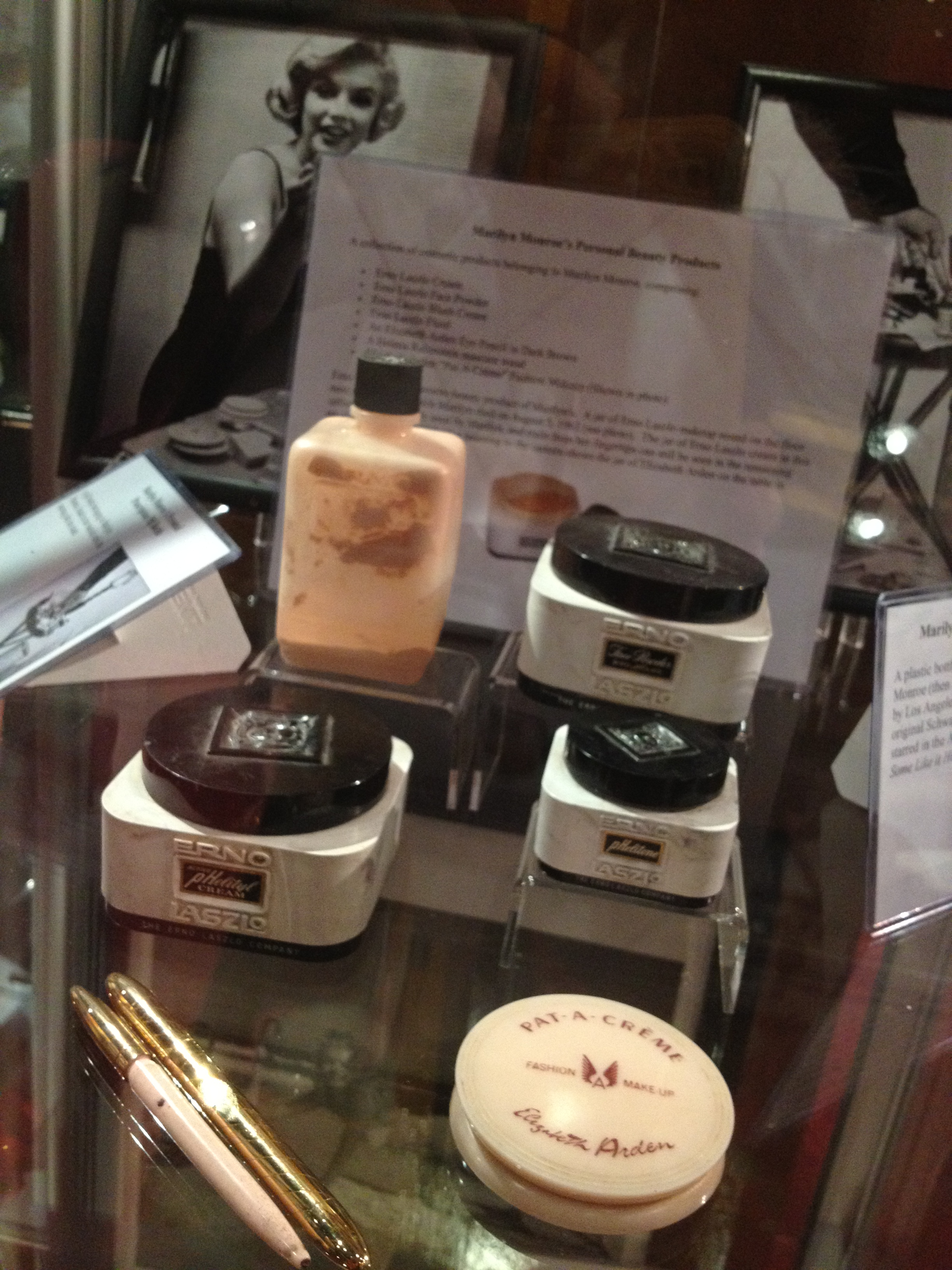
Косметика Мэрилин Монро
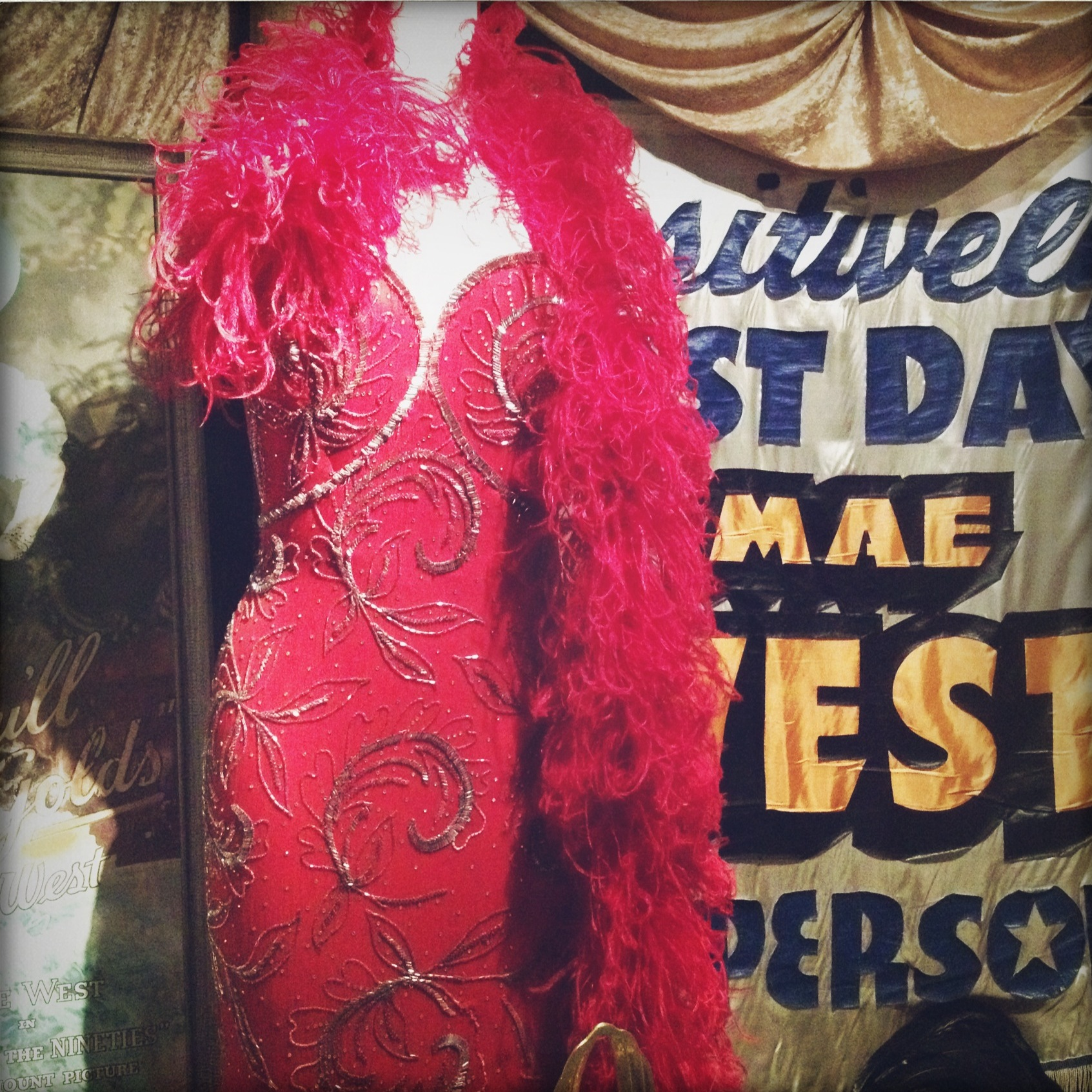
Платье Мэй Уэст
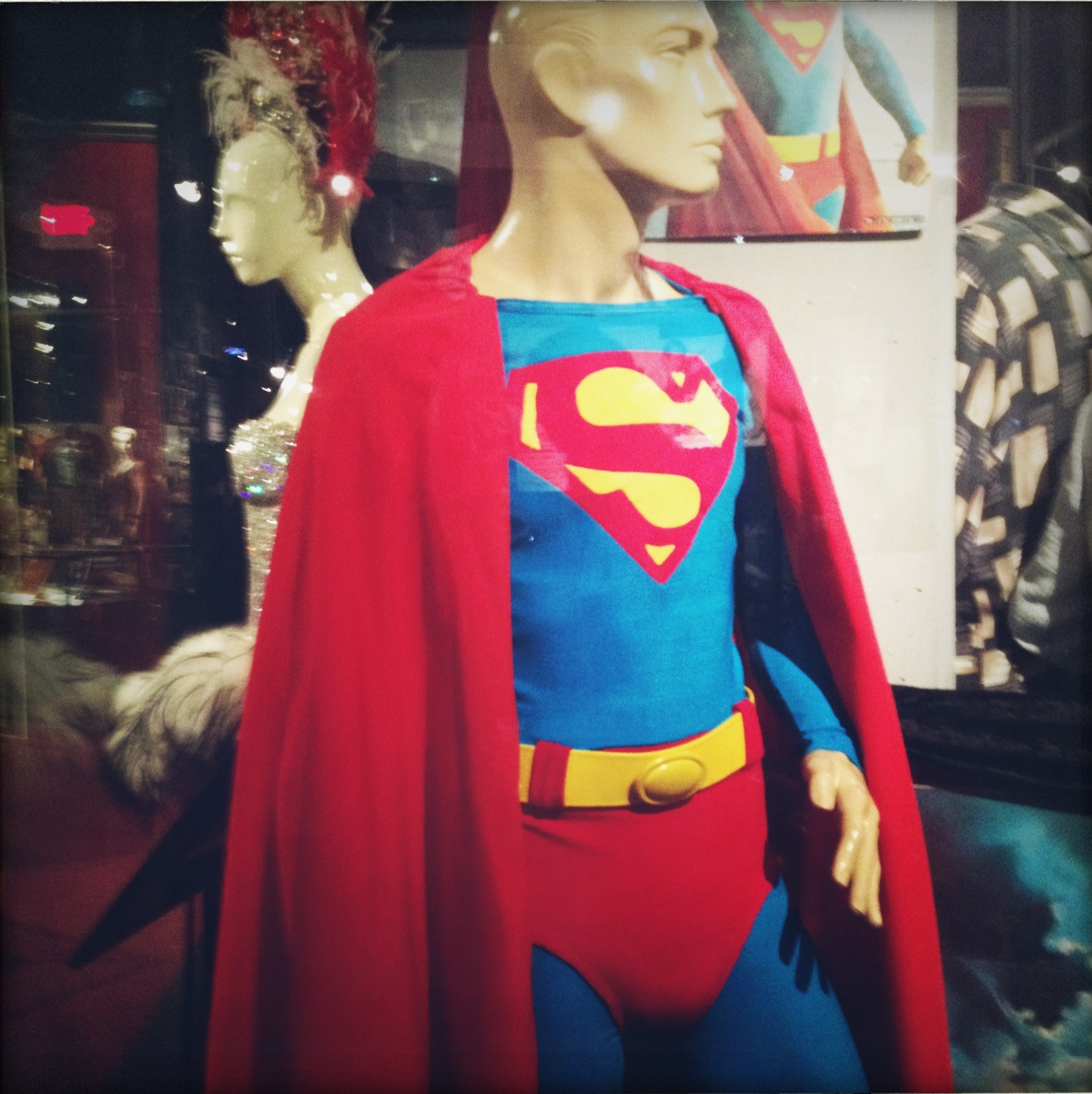
Костюм Кристофера Рива из фильма 1978 года «Супермен».
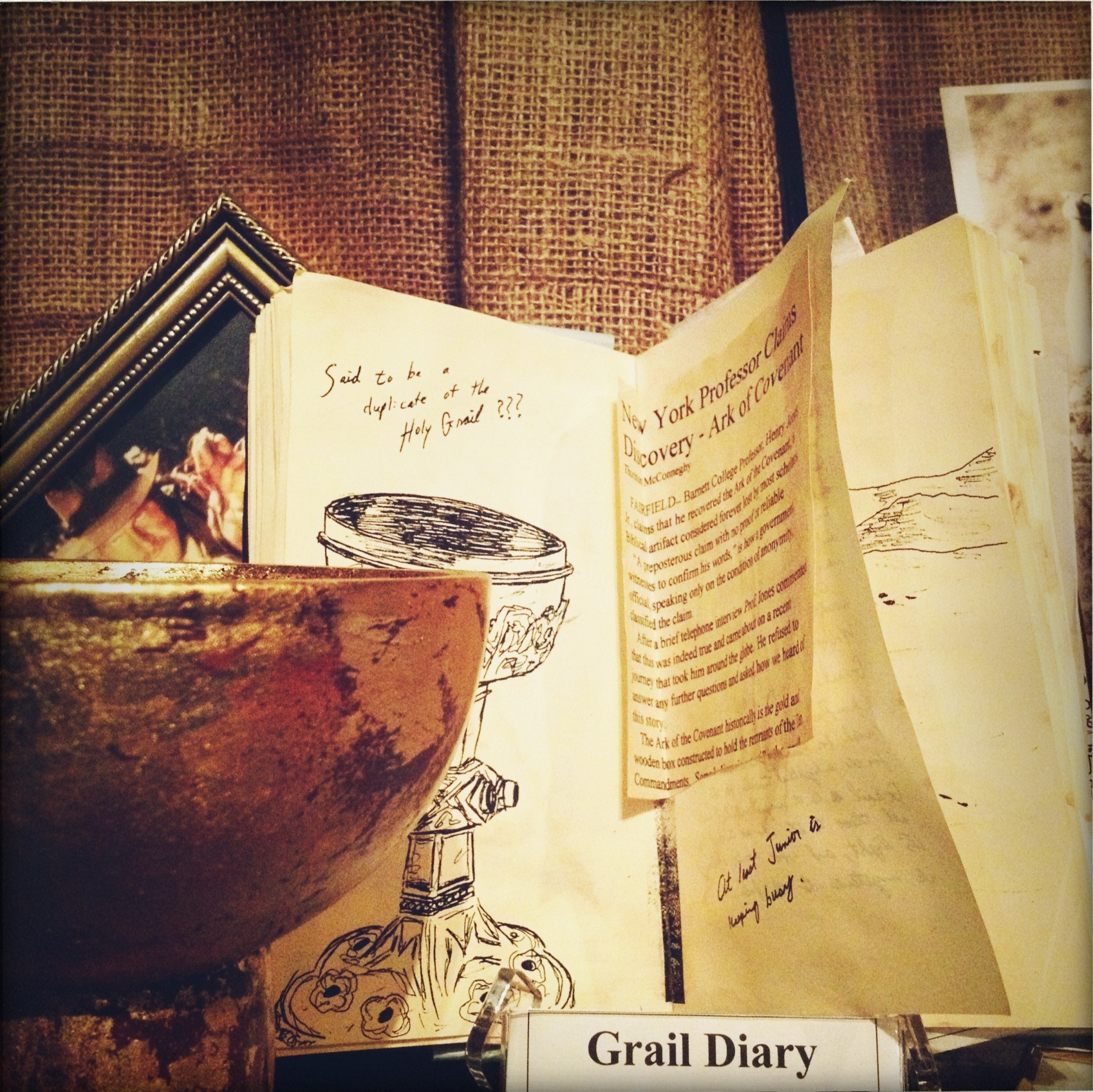
Дневник Грааля из фильма «Индиана Джонс и Последний крестовый поход»
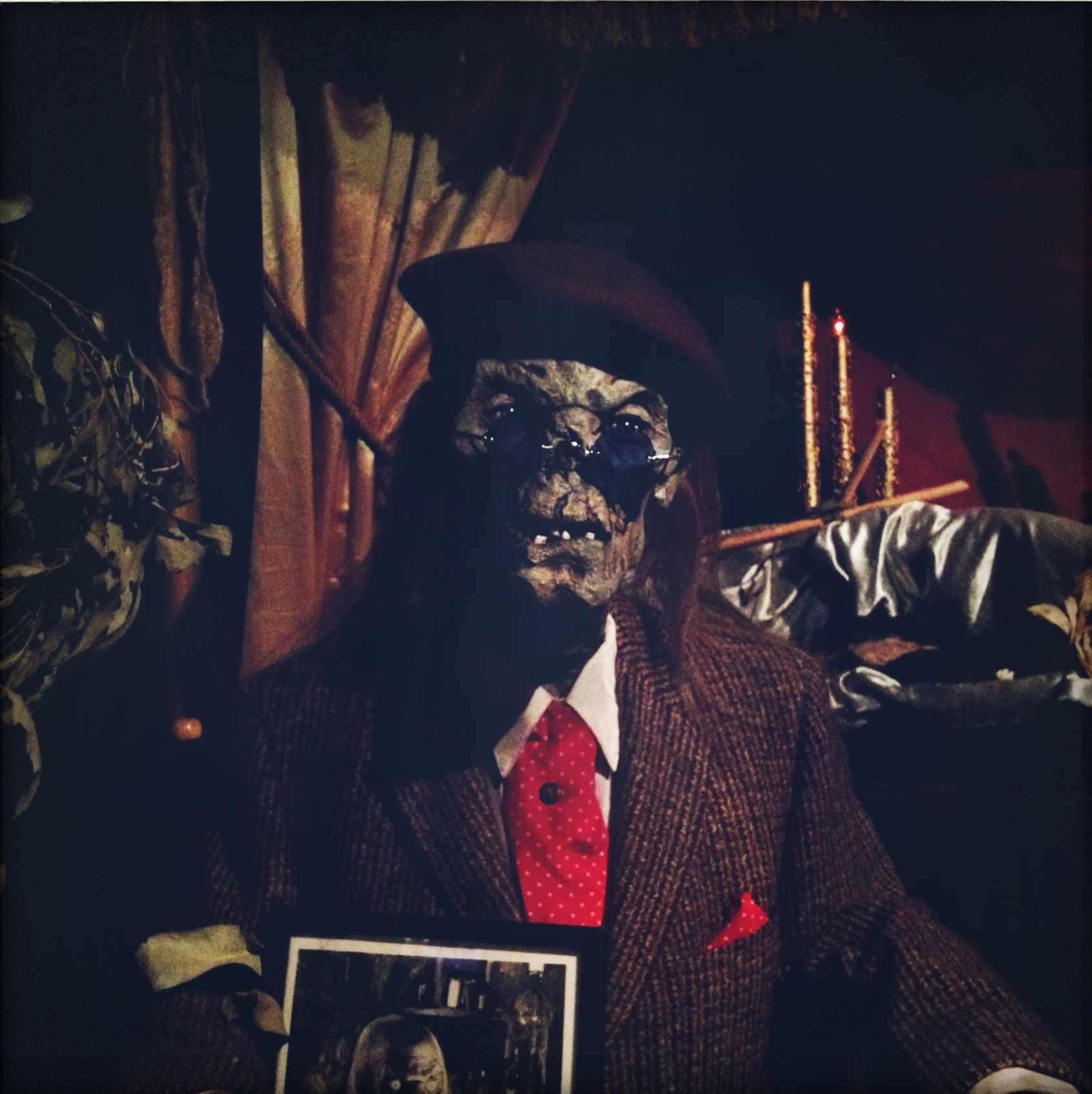
Кукла из телесериала «Байки из склепа»
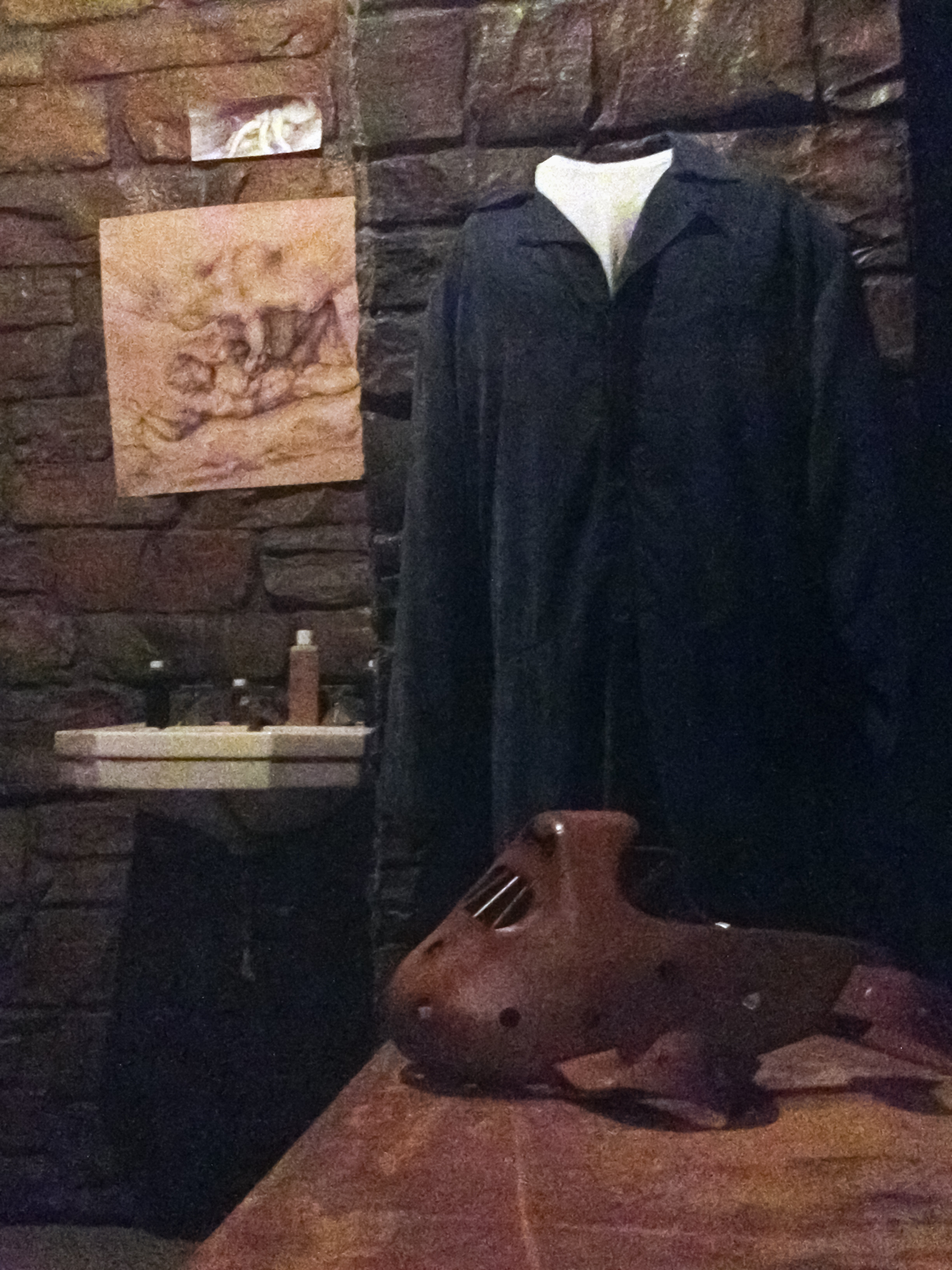
Реквизит из фильма «Молчание ягнят»